# Рожлапа, Дана
Дана Рожлапа (латыш. Dana Rožlapa, род. 16 ноября 1979, Талси) — латвийская шоссейная и MTB велогонщица.

## Карьера
Основная дисциплина Даны Рожлапы - марафоны на горных велосипедах (MTB), но в дополнение к ним также участвует в шоссейных гонках. Дана многократная чемпионка Латвии в индивидуальной гонке на шоссе и в марафоне MTB.
В 2019 годы выступила на Европейский играх в Баку в групповой и индивидуальной гонках. Участвовала на 
чемпионатах мира 2014 и 2020 годов.

## Достижения
2012
 Чемпион Латвии — индивидуальная гонка
2013
 Чемпион Латвии — индивидуальная гонка
2014
 Чемпион Латвии — индивидуальная гонка
2015
3-й на Чемпионате Латвии — групповая гонка
3-й на Чемпионате Латвии — индивидуальная гонка
2019
3-й на Чемпионате Латвии — групповая гонка
 Чемпион Латвии — индивидуальная гонка

## Рейтинги
| Год                 | 2012  | 2013  | 2014  | 2015  | 2016 | 2017 | 2018 | 2019  | 2020  | 2021  | 2022  | 2023  | 2024  |
| ------------------- | ----- | ----- | ----- | ----- | ---- | ---- | ---- | ----- | ----- | ----- | ----- | ----- | ----- |
| Мировой рейтинг UCI | 375-й | 365-й | 447-й | 361-й | -    | -    | -    | 456-й | 395-й | 135-й | 186-й | 370-й | 751-й |
|                     |       |       |       |       |      |      |      |       |       |       |       |       |       |
| Источник: UCI       |       |       |       |       |      |      |      |       |       |       |       |       |       |